# ماريو ناكيتش
ماريو ناكيتش (مواليد 14 يونيو 2001) هو لاعب كرة سلة صربي - كرواتي يلعب في مركز لاعب هجوم صغير الجسم في نادي أندورا.

## روابط خارجية
- ماريو ناكيتش على موقع الدوري الأوروبي لكرة السلة (الإنجليزية)
- ماريو ناكيتش على موقع الدوري الإسباني لكرة السلة (الإسبانية)
- ماريو ناكيتش على موقع كرة السلة الأوروبية.كوم (الإنجليزية)
- ماريو ناكيتش على موقع ريلجم (الإنجليزية)
- ماريو ناكيتش على موقع بروبوليرز (الإنجليزية)
- ماريو ناكيتش على موقع سبورتس رفرنس (الإنجليزية)